# Ivie Okujaye
Ivie Okujaye Egboh (16 de mayo de 1987) es una actriz, productora, guionista, bailarina, cantante y activista nigeriana. En 2009 participó y ganó el reality de televisión Amstel Malta Box Office (AMBO). En ocasiones le llaman la pequeña Genevieve por su parecido con la actriz Genevieve Nnaji. Fue premiada como Mejor Actriz Joven en los octavos Premios de la Academia del Cine Africano.

## Biografía
Okujaye nació en la ciudad de Benín, su padre era del estado de Delta y su madre de Edo. Es la menor de cinco hijos. A menudo ha dicho que sus padres querían que estudiara medicina debido a que hay varios médicos en su familia. Pasó los primeros 10 años de su vida en Benín antes de establecerse en Abuya. Tuvo su educación primaria en la Escuela Privada Our Ladies of Apostle. Asistió al Queen's College de Lagos antes de estudiar Economía en la Universidad de Abuya.

## Carrera
Estuvo actuando en distintos escenarios antes de su debut en Nollywood. Según ella, presentarse en la taquilla de Amstel Malta lanzó su carrera y allanó el camino para su primer largometraje Alero's Symphony.

## Filmografía

### Cine
| Año  | Título               | Papel       | Notas                          |  |
| ---- | -------------------- | ----------- | ------------------------------ |  |
| 2019 | Cold Fish            | Preye       |                                |  |
| 2019 | Kuvana               | Lira        |                                |  |
| 2018 | If I am President    | Umi         |                                |  |
| 2017 | 5th Floor            |             | Junto a Toni Tones y Emem Ufot |  |
| 2017 | Dise's Secret        | Dise        |                                |  |
| 2017 | Slow Country         | Kome        |                                |  |
| 2016 | Valerie              | Freda       |                                |  |
| 2015 | 7 Inch Curve         |             |                                |  |
| 2014 | Make a Move          | Osas        |                                |  |
| 2014 | "Burning Bridges"    |             |                                |  |
| 2014 | The Black Silhouette |             | En posproducción               |  |
| 2013 | The Volunteers       |             |                                |  |
| 2013 | Kamara's Tree        | Vero Kamara |                                |  |
| 2011 | Alero's Symphony     |             |                                |  |

### Televisión
| Año  | Título                  | Papel          | Notas                |
| ---- | ----------------------- | -------------- | -------------------- |
| 2020 | Enakhe                  | Enakhe Iwinosa |                      |
| 2015 | Hotel Majestic          | Alero/Ivie     |                      |
| 2014 | Dowry                   |                | Junto a OC Ukeje     |
| 2013 | How She left my Brother |                | Comedia de situación |

## Premios y nominaciones
| Año  | Premio                                   | Categoría                 | Película         | Resultado |
| ---- | ---------------------------------------- | ------------------------- | ---------------- | --------- |
| 2010 | Premios Best of Nollywood                | Talento más prometedor    |                  | Nominada  |
| 2012 | Premios de la Academia de Cine de África | Mejor actriz joven        | Alero's Symphony | Ganadora  |
| 2013 | Africa Magic Viewers Choice Awards       | Premio Trailblazer        |                  | Ganadora  |
| 2014 | Africa Magic Viewers Choice Awards       | Mejor Actriz de Drama     | The Volunteers   | Nominado  |
| 2014 | Premios del futuro                       | Premio en entretenimiento |                  | Nominado  |